# Vila Jaroslava Čížka
Vila Jaroslava Čížka je rodinný dům, který stojí v Praze 5-Hlubočepích ve vilové čtvrti Barrandov v ulici Pod Habrovou.

## Historie
Vilu roku 1931 postavila stavební firma Václav Hlaváček a Václav Müller. Roku 1937 je zde uváděn bytem a vlastnictvím ředitel Banky Slavie Jaroslav Čížek a jeho manželka Marie.
Stavební firma Hlaváček a Müller postavila kromě jiného také tři vily v Osadě Baba.